# DJ Quicksilver
DJ Quicksilver (* 28. Juni 1964 in Istanbul als Orhan Terzi) ist ein deutscher DJ und Produzent im Bereich der elektronischen Musik. Er war zudem Teil des Dance-Projektes Watergate.

## Leben und Karriere

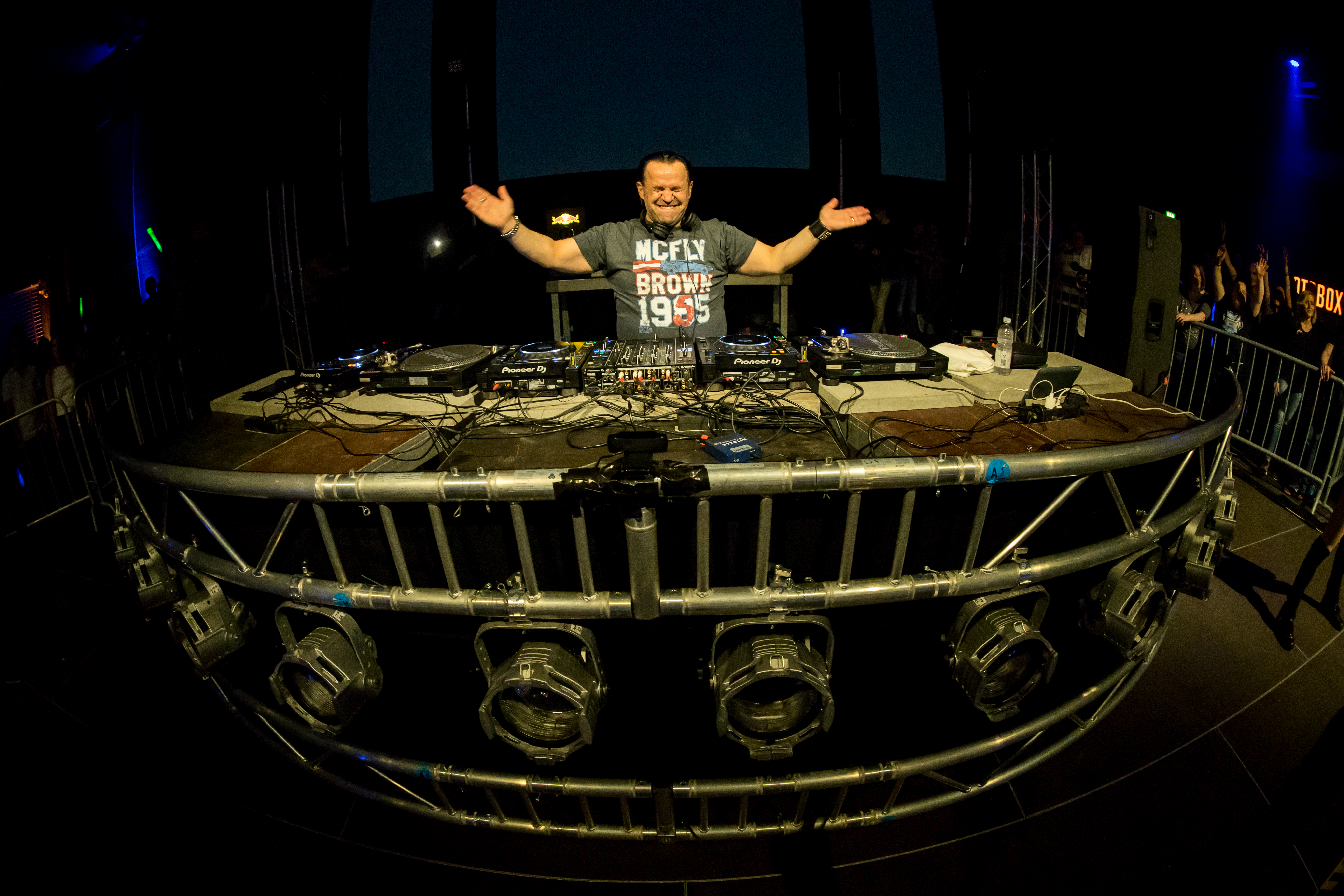
DJ Quicksilver bei Sunshine Live Retroactive 2017 in Mannheim

Terzi wurde in der Türkei geboren und wuchs in Hattingen auf. Nachdem er nach Bochum gezogen war, eröffnete er dort den Plattenladen „White Label Records“, den er jahrelang betrieb und der sich schnell zum Treffpunkt von Ravern und DJs entwickelte. Unter anderem traf Terzi dort auch auf den DJ und Musikproduzenten Tommaso De Donatis, mit dem er von 1995 bis zur letzten gemeinsamen Veröffentlichung 2003 sehr erfolgreich zusammenarbeitete.
Den Künstlernamen DJ Quicksilver wählte Terzi bei einem DJ-Wettbewerb nach einem Erfolgsbarometer, einer Quecksilbersäule, die beim Beifall für ihn in die Höhe schoss. Die erste Single des Musikprojekts DJ Quicksilver – Bingo Bongo erschien 1995 und konnte Platz 36 der deutschen Charts erreichen.
Das Musikprojekt DJ Quicksilver hatte in den Jahren 1997 und 1998 seine erfolgreichste Schaffenszeit. Die Single Bellissima wurde allein in England über 500.000 Mal verkauft, was dem Produzententeam eine Goldene Schallplatte einbrachte. Auch als Remixer für Acts wie u. a. Faithless, Chicane, Dance 2 Trance und Usura war das Produzententeam sehr gefragt. Des Weiteren wurde DJ Quicksilver für einen Brit Award sowie für den Echo nominiert. 2001 nahm er mit Shaggy dessen Erfolgstitel Boombastic erneut als Single auf, die sich in Deutschland auf Platz 27 platzierte und 2003 auf DJ Quicksilvers zweitem Studioalbum Clubfiles – The Album veröffentlicht wurde.
Nach dem Ausstieg von Tommaso De Donatis aus dem gemeinsamen Projekt arbeitet Orhan Terzi seit 2009 mit anderen Produzenten zusammen.

## Diskografie

### Studioalben
| Jahr | Titel                 | Höchstplatzierung, Gesamtwochen, AuszeichnungChartplatzierungen (Jahr, Titel, Platzierungen, Wochen, Auszeichnungen, Anmerkungen) | Höchstplatzierung, Gesamtwochen, AuszeichnungChartplatzierungen (Jahr, Titel, Platzierungen, Wochen, Auszeichnungen, Anmerkungen) | Höchstplatzierung, Gesamtwochen, AuszeichnungChartplatzierungen (Jahr, Titel, Platzierungen, Wochen, Auszeichnungen, Anmerkungen) | Höchstplatzierung, Gesamtwochen, AuszeichnungChartplatzierungen (Jahr, Titel, Platzierungen, Wochen, Auszeichnungen, Anmerkungen) | Anmerkungen                        |
| Jahr | Titel                 | DE | AT | CH | UK | Anmerkungen                        |
| ---- | --------------------- | --- | --- | --- | --- | ---------------------------------- |
| 1997 | Quicksilver           | DE22 (8 Wo.)DE | AT36 (3 Wo.)AT | CH12 (12 Wo.)CH | UK26 (3 Wo.)UK | Erstveröffentlichung: 9. Juni 1997 |
| 1998 | Escape 2 Planet Love  | — | — | — | — | Erstveröffentlichung: 1998         |
| 2003 | Clubfiles – The Album | — | — | — | — | Erstveröffentlichung: 2003         |

### Singles
| Jahr | Titel Album                                                   | Höchstplatzierung, Gesamtwochen, AuszeichnungChartplatzierungen (Jahr, Titel, Album, Platzierungen, Wochen, Auszeichnungen, Anmerkungen) | Höchstplatzierung, Gesamtwochen, AuszeichnungChartplatzierungen (Jahr, Titel, Album, Platzierungen, Wochen, Auszeichnungen, Anmerkungen) | Höchstplatzierung, Gesamtwochen, AuszeichnungChartplatzierungen (Jahr, Titel, Album, Platzierungen, Wochen, Auszeichnungen, Anmerkungen) | Höchstplatzierung, Gesamtwochen, AuszeichnungChartplatzierungen (Jahr, Titel, Album, Platzierungen, Wochen, Auszeichnungen, Anmerkungen) | Anmerkungen                                                               |
| Jahr | Titel Album                                                   | DE | AT | CH | UK | Anmerkungen                                                               |
| ---- | ------------------------------------------------------------- | --- | --- | --- | --- | ------------------------------------------------------------------------- |
| 1995 | Bingo Bongo Quicksilver                                       | DE36 (13 Wo.)DE | AT14 (10 Wo.)AT | — | — | Erstveröffentlichung: 1995                                                |
| 1996 | Boing! –                                                      | — | AT31 (3 Wo.)AT | — | — | Erstveröffentlichung: 1996                                                |
| 1996 | I Have a Dream / Bellissima Quicksilver                       | DE4 Gold · (25 Wo.)DE | AT9 (12 Wo.)AT | CH6 (15 Wo.)CH | UK4 Platin · (17 Wo.)UK | Erstveröffentlichung: 6. November 1996 in UK nur als Bellissima           |
| 1997 | Free Quicksilver                                              | DE4 (11 Wo.)DE | AT12 (9 Wo.)AT | CH11 (9 Wo.)CH | UK7 (7 Wo.)UK | Erstveröffentlichung: 28. April 1997                                      |
| 1997 | Planet Love Escape 2 Planet Love                              | DE23 (11 Wo.)DE | AT36 (4 Wo.)AT | CH35 (3 Wo.)CH | UK12 (5 Wo.)UK | Erstveröffentlichung: 28. November 1997                                   |
| 1998 | Escape to Paradise Escape 2 Planet Love                       | DE31 (7 Wo.)DE | — | — | — | Erstveröffentlichung: 26. Oktober 1998                                    |
| 1999 | Cosmophobia –                                                 | DE36 (6 Wo.)DE | — | CH83 (3 Wo.)CH | — | Erstveröffentlichung: 2. November 1999                                    |
| 2001 | Ameno Clubfiles – The Album                                   | DE18 (9 Wo.)DE | AT13 (14 Wo.)AT | CH20 (22 Wo.)CH | — | Erstveröffentlichung: 5. März 2001                                        |
| 2001 | Boombastic Clubfiles – The Album                              | DE27 (8 Wo.)DE | — | — | — | Erstveröffentlichung: 2001 DJ Quicksilver meets Shaggy                    |
| 2002 | Always on My Mind –                                           | DE44 (5 Wo.)DE | AT38 (8 Wo.)AT | CH95 (1 Wo.)CH | — | Erstveröffentlichung: 26. August 2002 DJ Quicksilver presents Base Unique |
| 2003 | New Life Clubfiles – The Album                                | DE56 (3 Wo.)DE | — | — | — | Erstveröffentlichung: 17. März 2003                                       |
| 2003 | Clubfiles One (Equinoxe IV / Rising Up) Clubfiles – The Album | DE34 (7 Wo.)DE | AT33 (7 Wo.)AT | CH99 (1 Wo.)CH | — | Erstveröffentlichung: 27. August 2003                                     |

Weitere Singles
- 1998: Timerider
- 1999: Heart of Asia
- 2002: Voyage Voyage (DJ Quicksilver presents Base Unique)
- 2003: Positiva 10/7 (mit Fragma)
- 2003: Equinoxe IV
- 2013: I’ll Be Waiting

### DJ-Mixe
- 1997: DJ at Work
- 2000: Sonic 1